# بنيامينا-جفعت عدا
بنيامينا-غفعات عادة (بالعبرية: בִּנְיָמִינָה-גִּבְעַת עָדָה) هو مجلس محلي في منطقة حيفا في المغتصبه. وهو نتيجة اندماج حصل بين المجلسين المحليين بنيامينا وغفعات عادة في عام 2003. في نهاية عام 2019 بلغ عدد سكانه 15,846 نسمة.

## تاريخ

### بنيامينا
تأسست بنيامينا في عام 1922، وسميت على اسم البارون أبراهام بنيامين إدموند جيمس دي روتشيلد. وفقًا للصندوق القومي اليهودي تأسست بنيامينا على أرض تابعة للجمعية اليهودية للاستعمار في فلسطين على يد مهاجرين من عليا الثالثة. وفقًا لإحصاء أجرته سلطات الانتداب البريطاني عام 1922، كان عدد سكان بنيامينا 153 نسمة، منهم 137 يهوديًا و13 مسلمًا و 3 مسيحيين. كان يعتمد الاقتصاد الأساسي على الحمضيات. في عام 1947 كان عدد سكان بنيامينا 2,000 نسمة.[بحاجة لمصدر]

### جفعت عدا
تأسست غفعات عادة في عام 1903 على يد ثماني عائلات من زخرون يعكوف. سميت على اسم أديلهيد زوجة إدموند جيمس دي روتشيل.

## اقتصاد
المنطقة هي موطن لكل من مصنع بنيامينا للنبيذ الذي أسسه يوسف زلتسر عام 1952، ويُنتج 2.8 مليون زجاجة نبيذ سنويًا، ومصنع تشبي للنبيذ الذي أسسه يوناثان تيشبي عام 1985، ويُنتج نحو مليون زجاجة نبيذ سنويًا. وُضعت خُطط لإقامة مُنتزه نبيذ على مساحة 150 أكر (0.61 كم²) على المنحدرات بين بنيامينا وزخرون يعكوف للترويج لسياحة النبيذ في إسرائيل.

## مواصلات
تُعتبر محطة قطار بنيامينا التابعة لخطوط السكك الحديدية الإسرائيلية محطة التوقف الأخيرة في خط الضواحي بنيامينا−تل أبيب ونُقطة تحول على خط بين المدن حيفا−تل أبيب مما يجعلها محطة محورية للمنطقة. يصل قطار مُباشر بدون توقف من بنيامينا إلى تل أبيب وآخر إلى حيفا في غضون 30 دقيقة لكل منهما.

## أعلام
بنيامينا هي مسقط رأس كل من:
- إيهود مانور: ولد في عام 1941 وتوفي في عام 2005، كان كاتب أغاني، ومترجم، ومقدم برامج إذاعية وتلفزيونية.
- إيهود أولمرت: ولد في عام 1945، كان رئيس وزراء إسرائيل (2006−2009).
- عدي غوردون: ولد في عام 1966، كان لاعب كرة سلة محترف.

## مدن متوأمة
- توكاي،  المجر[4]